# Yagüe (Logroño)
Yagüe es una zona residencial de la ciudad de Logroño, España. Es denominado popularmente como barrio aunque no tiene tal denominación y en documentos oficiales aparece indistintamente como Yagüe o Valdegastea oeste. Se sitúa al oeste de la ciudad, en la salida de la misma hacia Burgos.

## Historia
Yagüe es una zona residencial formada a lo largo de la carretera que iba de Logroño en dirección a Cabañas de Virtus, localidad situada en el Valle de Valdebezana —actual N-232—. Entre los años 1940 y 1950 se construyeron varios pabellones destinados a la industria carrocera. Anteriormente habían sido montadas varias industrias cerámicas, que dieron a esta zona un carácter mixto de industria y agricultura, al estar las industrias establecidas entre terrenos de cultivo, granjas y vaquerías que desde muchos años antes existían diseminadas junto a la citada carretera y a ambos lados de la misma, hasta el kilómetro 6-7 que marca el límite del término municipal de Logroño.
Después de la guerra civil española, entre 1939 y 1953, la inmigración en la capital de la provincia fue muy importante, contribuyendo a ello el gran auge que tomó en la ciudad la creación de nuevas industrias metalúrgicas y textiles, y sobre todo el sector de la construcción, que reclamaba abundante mano de obra.
La consecuencia de este aumento de población procedente en su mayoría de los pueblos de la provincia más próximos a la capital fue una escasez de viviendas apremiante en el centro de la ciudad, que originó que las personas sin recursos tuvieran que vivir incluso bajo el Puente de Hierro. El entonces alcalde de la ciudad, Julio Pernas, pensó que podría cumplir una bonita misión con la construcción de viviendas económicas en el extrarradio. Con este objetivo se edifican, entre otras, las casas del Pozo de Cubillas en la carretera de Mendavia, el barrio de Las Gaunas y el de San José.

### El origen
En la visita efectuada a Logroño por el general Yagüe el 18 de abril de 1947 para recorrer su obra predilecta, Los Boscos, este puso en conocimiento del alcalde, Julio Pernas Heredia, su deseo de construir viviendas “ultraeconómicas”, aspiración que cuajó dos años más tarde, el 3 de junio de 1949, cuando la corporación acuerda por fin su construcción, con un coste de nueve millones y medio de pesetas, en los terrenos cedidos gratuitamente sobre un terreno pantanoso en el término de Valdegastea.
En el aspecto militar, el General Yagüe impulsó la realización en el centro de la ciudad de la Residencia de Oficiales de artillería e infantería y el grupo de viviendas para oficiales y suboficiales en el suroeste de la explanada de los cuarteles del Regimiento de Bailén.

### El proyecto
El proyecto fue realizado por la Obra Sindical del Hogar, y el 18 de julio de 1949 fue colocada la primera piedra de este nuevo grupo en la zona conocida como Valdegastea, denominado «General Yagüe» en honor al militar. Idea suya fue que cada vivienda dispusiera de un pequeño huerto familiar de 300 m², de cultivo obligatorio. Con ello, los adjudicatarios obtendrían unos ingresos con los que poder amortizar la parte que debía ser reintegrada al Instituto Nacional de la Vivienda. La idea de Yagüe era que los principales beneficiarios de estos bloques fueran las familias de los jóvenes acogidos en el Centro Los Boscos.
Los planos, obra del arquitecto Emilio Carreras, preveían la instalación inicial de 198 viviendas que conforman el grupo «General Yagüe». Se había destinado también una zona para iglesia, otra para escuela, otra para mercadillo y un sector para tiendas.

### Año 1954: La inauguración
El 16 de octubre de 1954, el jefe del Estado Francisco Franco visitó Logroño. Durante la visita hizo entrega a los nuevos vecinos de las primeras 198 viviendas del «Grupo General Yagüe». 
El barrio se habita sin ser urbanizado; las viviendas se entregan sin cédula de habitabilidad por deficiencias en su construcción.
El mismo día inauguró el grupo de viviendas de Las Gaunas, el nuevo edificio del Instituto Provincial de Sanidad, el sanatorio antituberculoso construido en “La Estrella” (Hospital de San Pedro) y la Residencia del Seguro de Enfermedad.

### De 1957 a 1960

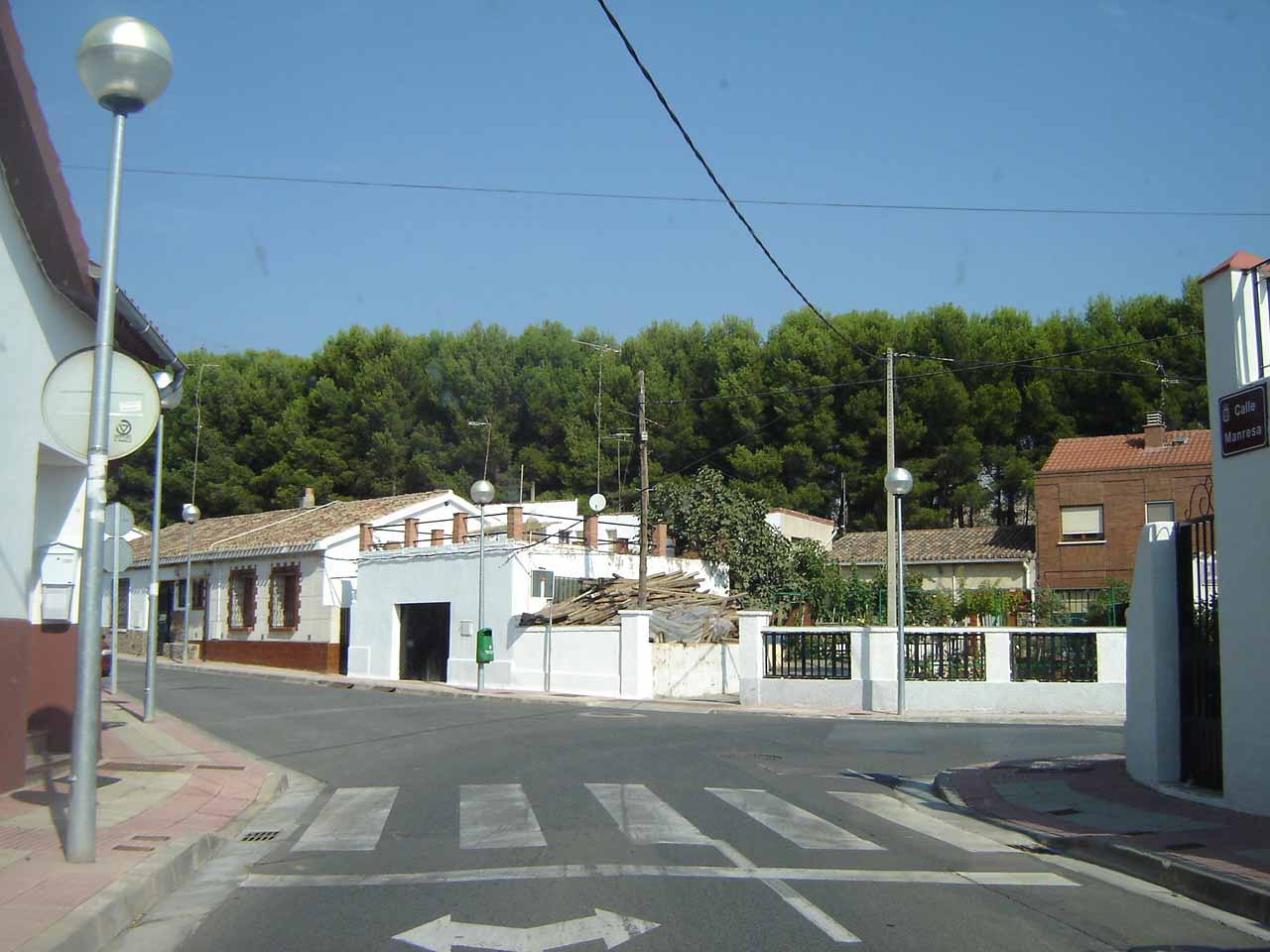
Calle típica del barrio. Primeras viviendas del Grupo General Yagüe.

En 1957, 50 nuevas familias ocupan las viviendas del «Grupo Clavijo», también de iniciativa sindical.
En 1960, Ricardo Gil, primer párroco del barrio, envía una carta a Madrid al director general de Enseñanza Primaria, exponiéndole el problema escolar que sufría el barrio, ya que la escuela prevista en el proyecto inicial no se construyó y una vivienda se utilizaba para dar atención escolar por turnos.
En este mismo año, 1960, 80 familias ocupan, en régimen de alquiler, las viviendas de iniciativa privada conocidas como «Grupo Los Fueros».
Estas 350 familias conforman el núcleo que evoluciona desde una conciencia y práctica de desarraigo a una conciencia y experiencia grupal de barrio, que en algunas ocasiones es comunitaria.

### Años 70
La euforia económica de los años 70 instala en los alrededores del barrio un número considerable de empresas industriales medias. El barrio, ya urbanizado y que ha perdido su fama de marginado atrae a las empresas constructoras, que ofrecen desde la iniciativa privada nuevos grupos de viviendas que van siendo ocupadas en parte por familias nuevas no exclusivamente obreras manuales como en la parte vieja del barrio. Pero son tiempos de inflación económica y la compra de estas viviendas responde a intereses de inversión y especulación. Solo un 25% es habitado desde el principio por propietarios, otro 25% pasa a ser ocupado en alquiler, otro 25% es habitado ocasionalmente y el resto sigue en venta. En esta misma década, en el año 1977, tras muchas tensiones entre la Asociación de Vecinos —que llegó a tener asociadas en esta época al 77% de las familias— y el Ayuntamiento, se consigue la actual urbanización del barrio, con buena pavimentación, alcantarillado e iluminación.
La calle es el punto de encuentro principal del barrio al estar éste programado sin plaza de encuentro, por lo que se usa como tal el patio del colegio.

### Años 90
A partir de 1990 se crea una nueva zona de viviendas unifamiliares conocida como «El Tomillar».

### 2008

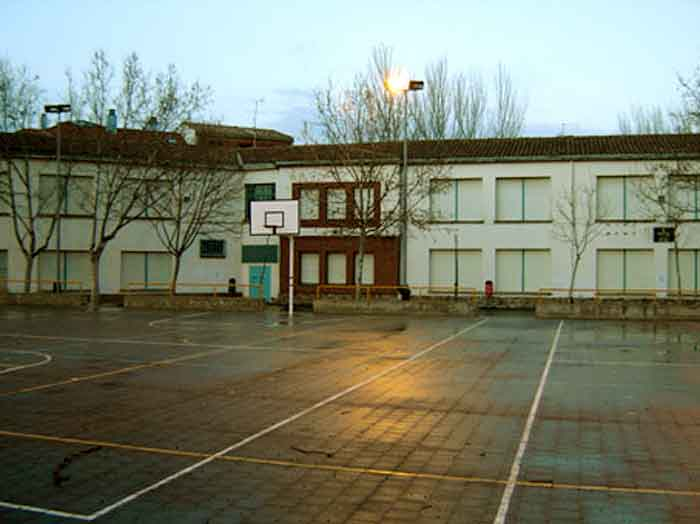
Antiguo Colegio Público Juan Yagüe, ubicado en el lugar en el que actualmente se erige el Centro Cívico, y patio del mismo (actual plaza de Rafa Ojeda).

Los vecinos del barrio, a través de la Asociación de Vecinos Fueclaya, y la Plataforma YASEMU, tienen como uno de sus objetivos conseguir que tanto el patio del antiguo colegio como el edificio se utilicen para el uso y disfrute directo del barrio, recuperando el patio como plaza del mismo.

### 2020
En aplicación de la Ley de Memoria Histórica, el Ayuntamiento de Logroño elimina del callejero la calle General Yagüe renombrándola como calle Rosa Chacel. En meses posteriores el colegio público pasa a denominarse Ana María Matute, el centro cívico Rafael Ojeda y quedan pendientes el polideportivo y la línea de autobús urbano.

## Etapas de la consolidación social del barrio
- 1954-1955: son ocupadas las primeras viviendas del Grupo General Yagüe.
- 1957: se entregan las viviendas del Grupo Clavijo.
- 1958: creación del Yagüe Club de Fútbol, que provoca encuentros entre los vecinos y da identidad. Actualmente compite en la Liga española de fútbol en Tercera División.
- 1960: se ocupan las viviendas del Grupo Los Fueros.
- 1962: se desborda un canal de riego, provocando inundaciones en el barrio. Esta situación despierta reivindicaciones y respuestas coordinadas de los vecinos.
- 1963: Rafael Ojeda llega al barrio como párroco de El Salvador, puesto que ocupó hasta el 27 de octubre de 2008, siendo sustituido por Jesús Martínez.
- 1963-1964: inauguración, tras nueve años de espera, de las escuelas (posteriormente colegio del barrio), construidas con un costo de 1 332 314,92 pesetas. Hasta entonces, una vivienda se utilizaba para dar atención escolar por turnos. En los años 1976 y 1988 se unieron a la primera edificación dos anexos.
- 1964: se celebran por primera vez las fiestas anuales del barrio, que se consolidan en 1969, y aglutinan a todos los vecinos en un interés común; desde entonces, se celebran durante la última semana de mayo o la primera de junio. Estas sirven para abrir y relacionar el barrio con la ciudad, a través de verbenas, encierros, chamizos, etc.
- 1968: se agudizan las tensiones con el Ayuntamiento por reivindicaciones urbanísticas —inexistente urbanización de las calles, sin asfaltar, sin alcantarillado y con una deficiente urbanización—. La policía lleva a comisaría a unos jóvenes que han hecho pintadas y el barrio se solidariza con ellos, enfrentándose a la autoridad. El hecho trasciende a la prensa.
- 1968: de la mano de Julián Rezola nace el “Movimiento Pioneros”,[7] que funciona en la parroquia, pero tiene iniciativa, organización y actuación social.
- 1969: nace la Asociación de Cabezas de Familia Fueclaya que consolida y legaliza las reuniones de vecinos ocasionales hasta entonces.
- 1973: se realiza el frontón de pelota en el patio de las escuelas.
- 1975: se crea la Peña Pelotazale Yagüe, que promociona el deporte de la pelota consiguiendo importantes victorias en el torneo interpueblos.
- 1976: por iniciativa parroquial varios jóvenes del barrio forman el Club Juvenil Cultural JUBY, dirigido por Celso Bugallo. Su nombre viene dado por las primeras letras de Juventud Unida Barrio de Yagüe. Una de las principales actividades de este club consiste en el teatro, consiguiendo con la obra El retablo del flautista de Jordi Teixidor Martínez el Premio Nacional de Comedias de Teatro.
- 1977: inauguración, a petición reiterada de la Asociación de Vecinos, de una Biblioteca Escolar Municipal.
- 1977: creación de una guardería, dependiente de Cajarioja —hasta entonces, la necesidad de guardería infantil se cubría en un piso del barrio por iniciativa religiosa—. Esta nueva guardería no da preferencia a las necesidades del barrio, por estar abierta a la ciudad y clientes de la Caja. En la actualidad ya no existe, por lo que se dejó de contar con servicio de guardería.
- 1981: creación del Club de la Tercera Edad.
- 1983: se inaugura el campo de fútbol.
- 1984: tras numerosas negociaciones y protestas, se instala un ambulatorio médico muy bien dotado, con visitas diarias de médico y practicante.
- 2007: inauguración en el mes de septiembre del nuevo colegio Juan Yagüe, en el sector de Valdegastea. El nuevo centro ocupa 18.097 metros cuadrados, parte de los cuales son los terrenos donde estaba ubicado el antiguo campo de fútbol "El Salvador" del Yagüe Club de Futbol.
- 2009: se okupa el antiguo colegio y se inaugura como centro social bajo el nombre de CSO Absenta en agosto. Anarquistas y vecinos del barrio de Yagüe, a través de la organización Mojut16, se encargan de la gestión y de abrir el colegio a vecinos y movimientos sociales.
- 2010: comienza, en verano, el derribo del antiguo colegio, y con él el CSO Absenta, lugar que ofrecía actividades alternativas para el deprimido panorama cultural no sólo del barrio sino del resto de Logroño.[8] Tras ello se deja un solar inerte con un plan de construcción de una residencia para personas mayores, centro cívico, biblioteca, etc.
- 2012: se inagugura el nuevo edificio del Centro Cívico, que entre otros servicios para el barrio actualmente acoge la sede de la Asociación de Vecinos Fueclaya y el Club de la Tercera Edad.
- 2017: inauguración el 30 de septiembre de la plaza dedicada a Rafa Ojeda[9] junto al Centro Cívico por la alcaldesa Cuca Gamarra.
- 2020: la calle General Yagüe pasa a denominarse Rosa Chacel y el colegio Ana María Matute.

## Deportes

### Entidades deportivas
El equipo de fútbol del barrio es el Yagüe Club de Fútbol, que en la actualidad juega en la categoría Regional Preferente de La Rioja y también ha militado en el grupo XVI de la Tercera División de España.

## Entidades vecinales
- Asociación de vecinos Fueclaya
- Club de la Tercera Edad.
- Grupo de Mujeres del Barrio de Yagüe.
- Mojut16 - Movimiento Juvenil Toledo Dieciséis (1985, 1995, 2009).